# Alder (cráter)

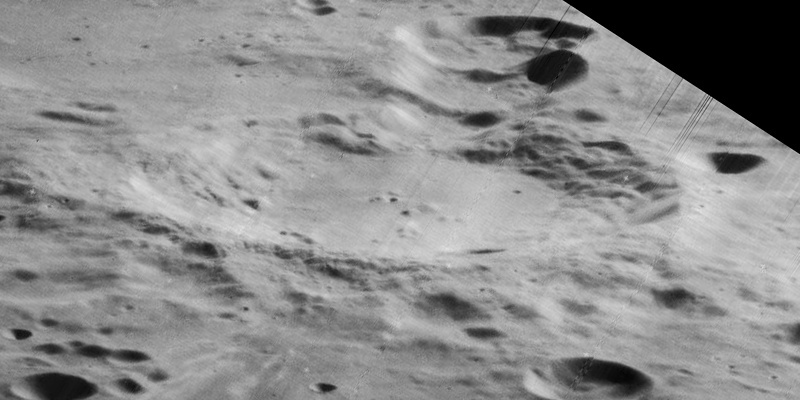
Cráter Alder. Fotografía tomada por la misión espacial Lunar Orbiter 5.

Alder es un cráter de impacto que está localizado en el hemisferio sur de la cara oculta de la Luna. Se encuentra en el lado sur de la cuenca Aitken, y se halla al sureste del cráter Von Kármán. Al sureste de Alder yace Bose, mientras que Boyle aparece al sursudoeste.
La pared interior de Alder es áspera y ligeramente aterrazada, con el material esparcido a través de los bordes, al contrario que el fondo del cráter, relativamente plano. Posee varias crestas bajas en su interior que discurren a lo largo de una banda situada entre el centro y el brocal oriental. Unos cráteres pequeños se encuentran en las pendientes interiores del lado este. Por el contrario, el cráter está libre de impactos significativos dentro del brocal.
Alder está asociado con la única zona en la cuenca no dominada por el piroxeno, la roca típica de las zonas llanas de la Luna. Se ha comprobado espectrográficamente que el área de eyección de Alder está compuesta principalmente por roca anortosita, más propia de las tierras altas lunares.
El nombre del cráter, que conmemora al Premio Nobel alemán Kurt Alder, fue aprobado por la UAI en el año 2006.

## Cráteres satélite
Por convención estos elementos son identificados en los mapas lunares poniendo la letra en el lado del punto medio del cráter que está más cercano a Alder.
|       | \| Alder \| Coordenadas \| Diámetro \| \| ----- \| --------------------------------- \| -------- \| \| E \| 47°58′S 173°30′O / -47.97, -173.5 \| 16 km \| |          |
| Alder | Coordenadas | Diámetro |
| E     | 47°58′S 173°30′O / -47.97, -173.5 | 16 km    |